# رامی یسلم
رامی یسلم (انگلیسی: Rami Yaslam؛ زادهٔ ۱۱ ژوئن ۱۹۸۱) یک بازیکن فوتبال اهل امارات متحده عربی است.
از باشگاه‌هایی که در آن بازی کرده‌است می‌توان به باشگاه فوتبال دبی، باشگاه فوتبال العین، و تیم ملی فوتبال امارات متحده عربی اشاره کرد.
وی همچنین در تیم ملی فوتبال UAE بازی کرده است.